# Morbach
Morbach est une municipalité allemande située dans le land de Rhénanie-Palatinat et l'arrondissement de Bernkastel-Wittlich.

## Personnalités liées à la ville
- Johannes Greber, prêtre et auteur né à Morbach.
- Edgar Reitz, réalisateur, né en 1932 à Morbach.